# Чжао-ван
Чжао-ван (кит. трад.: 昭王; піньїнь: Zhao) — 4-й ван давньокитайської держави Чжоу, син Кан-вана.

## Правління
Був слабшим правителем за своїх попередників. За його володарювання тривали постійні заколоти й війни в південних районах імперії. Основним противником Чжао було царство Чу. На 19-му році свого правління Чжао-ван втратив на річці Хань усі свої 6 армій.